# Glanidium leopardum
Glanidium leopardum är en fiskart som först beskrevs av Hoedeman, 1961.  Glanidium leopardum ingår i släktet Glanidium och familjen Auchenipteridae. Inga underarter finns listade i Catalogue of Life.